# Чернігівська обласна асоціація футболу
Чернігівська обласна асоціація футболу — обласна громадська спортивна організація, заснована 1999 року. Є колективним членом Української асоціації футболу. 

## Турніри
- Чемпіонат Чернігівської області з футболу
- Кубок Чернігівської області з футболу
- Суперкубок Чернігівської області з футболу